# Joel Gretsch
Joel Gretsch est un acteur américain né le 20 décembre 1963 à St. Cloud, dans le Minnesota (États-Unis).

## Biographie
Il tient le rôle de Tom Baldwin dans la série Les 4400. Il a le rôle du Père Jack Landry dans la série V (2009), le remake de la série V, série des années 1980.
Il a également joué dans la télésuite Disparition et a fait quelques apparitions dans les séries NCIS : Enquêtes spéciales, Les Experts : Miami, Les Dessous de Palm Beach, JAG, Friends, Melrose Place ou encore Mariés, deux enfants.
Joel Gretsch est le gendre du célèbre acteur William Shatner dont il a épousé la fille, avec laquelle il a deux enfants.

## Filmographie

### Acteur

#### Cinéma
- 1999 : Kate's Addiction : Jack
- 2000 : La Légende de Bagger Vance : Bobby Jones
- 2002 : Le Club des empereurs de Michael Hoffman : Sedgewick Bell vieux
- 2002 : Minority Report de Steven Spielberg : Donald Dubin
- 2007 : Benjamin Gates et le Livre des secrets de Jon Turteltaub : Thomas Gates
- 2009 : Le Psy d'Hollywood : Evan
- 2009 : Push de Paul McGuigan : Père de Nick
- 2009 : Saving Grace B. Jones (en) de Connie Stevens : Dan Jones
- 2013 : Amis pour la vie (Are You Here) : Red Coulter
- 2015 : Safelight : Mr. Sullivan
- 2017 : Dead Trigger (en) : Général Conlan
- 2018 : Do Unto Others
- 2023 : Air de Ben Affleck

#### Courts-métrages
- 2001 : Jane Bond
- 2011 : Commerce
- 2015 : Silent War

#### Télévision

##### Séries télévisées
- 1992 : Freshman Dorm (en) : Hunk
- 1993 : Mariés, deux enfants : Johnny
- 1994 : Danielle Steel : Album de famille (en) : John
- 1994 : Melrose Place : Mitch Sheridan
- 1994 : Sauvés par le gong: la nouvelle classe : Mr. Hartley
- 1995 : Amour, gloire et beauté : Ramone
- 1995 : Friends : Fireman Ed
- 1997 : Le rebelle : Chris
- 1999 : JAG : Chief Petty Officer Hodge
- 1999 : Les dessous de Palm Beach : Rusty
- 1999 : Pacific Blue : Mark Lewis
- 2000 : Beyond Belief: Fact or Fiction (en) : Dan
- 2002 : Disparition : Colonel Owen Crawford
- 2003 : Les Experts : Miami : John Walker
- 2003-2015 : NCIS : Enquêtes spéciales : Agent Stanley Burley
- 2004-2007 : Les 4400 : Tom Baldwin
- 2006 : Les Experts : Manhattan : Dr. Keith Beaumont
- 2006 : New York, section criminelle : Jason Raines
- 2007 : Journeyman : Frank Vasser
- 2008 : Women's Murder Club : Pete Raynor
- 2009 : Burn Notice : Scott Chandler
- 2009 : United States of Tara : Dr. Holden
- 2009-2011 : V : Father Jack Landry
- 2011 : The Playboy Club : Jimmy Wallace
- 2011 : US Marshals : Major Lucas Provo
- 2013 : The Client List : Ranger Capitaine Reese
- 2013-2014 : Witches of East End : Victor Beauchamp
- 2014 : Caper : Sam Clarke
- 2014 : Marvel : Les Agents du SHIELD : Hank Thompson
- 2014 : Scorpion : Governor Paul Lane
- 2015 : Esprits criminels : Sheriff Paul Desario
- 2016-2017 : Vampire Diaries : Peter Maxwell

##### Téléfilms
- 2012 : Une sœur aux deux visages : Rick Clark
- 2014 : Zodiac: Signs of the Apocalypse ( Les 12 signes de l’apocalypse) : Neil Martin
- 2018 : A Father's Nightmare

### Réalisateur

#### Courts-métrages
- 2015 : Silent War

### Producteur

#### Courts-métrages
- 2015 : Silent War

### Scénariste

#### Courts-métrages
- 2015 : Silent War